# Elisabeth Bosch
Elisabeth Bosch (Vlaardingen, 12 aprile 1958) è un'ex cestista olandese.

## Carriera
Con i Paesi Bassi ha disputato due edizioni dei Campionati europei (1978, 1980).